# Zsolt Czingler
Zsolt Czingler, född den 28 april 1971 i Budapest, är en ungersk före detta friidrottare som tävlade i tresteg. 
Czinglers främsta merit är hans bronsmedalj vid inomhus-VM 1999 efter ett hopp på 16,98 meter. Han deltog vid EM 1998 i Budapest där han slutade på sjunde plats efter ett hopp på 17,03 meter. 
Han valde att avsluta sin karriär 2002.

## Personliga rekord
- Tresteg - 17,24 meter